# Cortinarius anthracinus
Cortinarius anthracinus (Elias Magnus Fries, 1838) din încrengătura Basidiomycota, în familia Cortinariaceae și de genul Cortinarius este o ciupercă necomestibilă foarte rară, fiind un simbiont micoriza (formează micorize pe rădăcinile arborilor). Un nume popular nu este cunoscut. În România, Basarabia și Bucovina de Nord trăiește de la câmpie la munte pe sol acru, nisipos și umed, solitar sau în grupuri mici, în păduri de foioase și în cele mixte cu predilecție pe lângă fagi,  mesteceni sau stejari, ocazional și sub pini între mușchi. Timpul apariției este din (iunie) iulie până în octombrie (noiembrie).

## Taxonomie

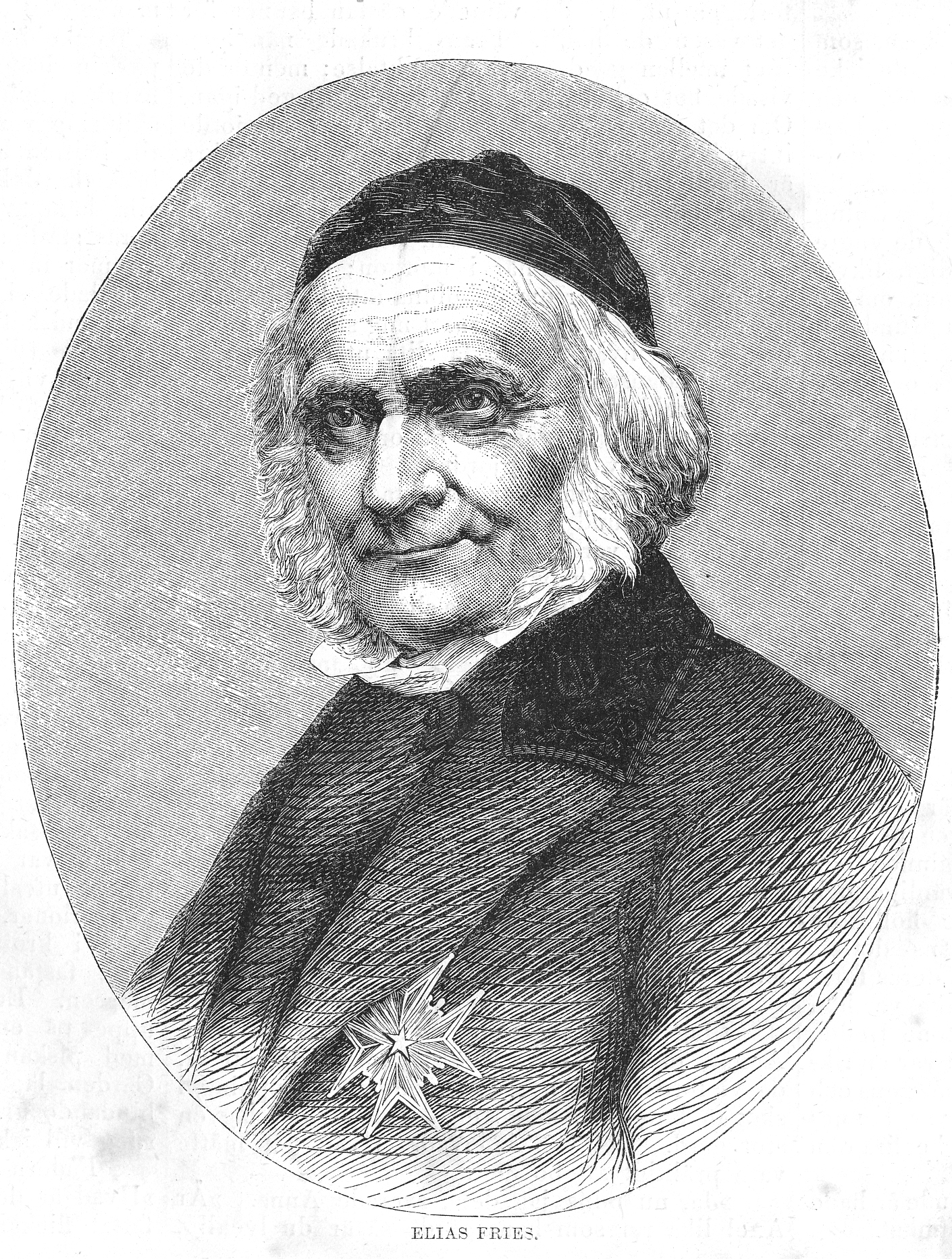
Elias Fries

Numele binomial a fost determinat de renumitul savant suedez Elias Magnus Fries în cartea sa Epicrisis systematis mycologici, seu synopsis hymenomycetum din 1838, fiind și numele curent valabil (2022).
Sinonim obligatoriu este Dermocybe anthracina, creat pe baza descrierii lui Fries de micologul german Adalbert Ricken, de verificat în volumul 2 al operei sale Die Blätterpilze (Agaricaceae) Deutschlands und der angrenzenden Länder, besonders Oesterreichs und der Schweiz din 1915.
Toate celelalte încercări de redenumire sunt de asemenea acceptate, dar pot fi neglijate, nefiind folosite cu excepția formelor și variațiilor (vezi infocaseta).
Epitetul specific este derivat din cuvântul latin (latină anthracinus=negru ca cărbunele), preluat din cuvântul de limba greacă veche (greacă veche ἀνθράκινος) de aceiași însemnare, datorită aspectului ciupercii în multe cazuri.

## Descriere

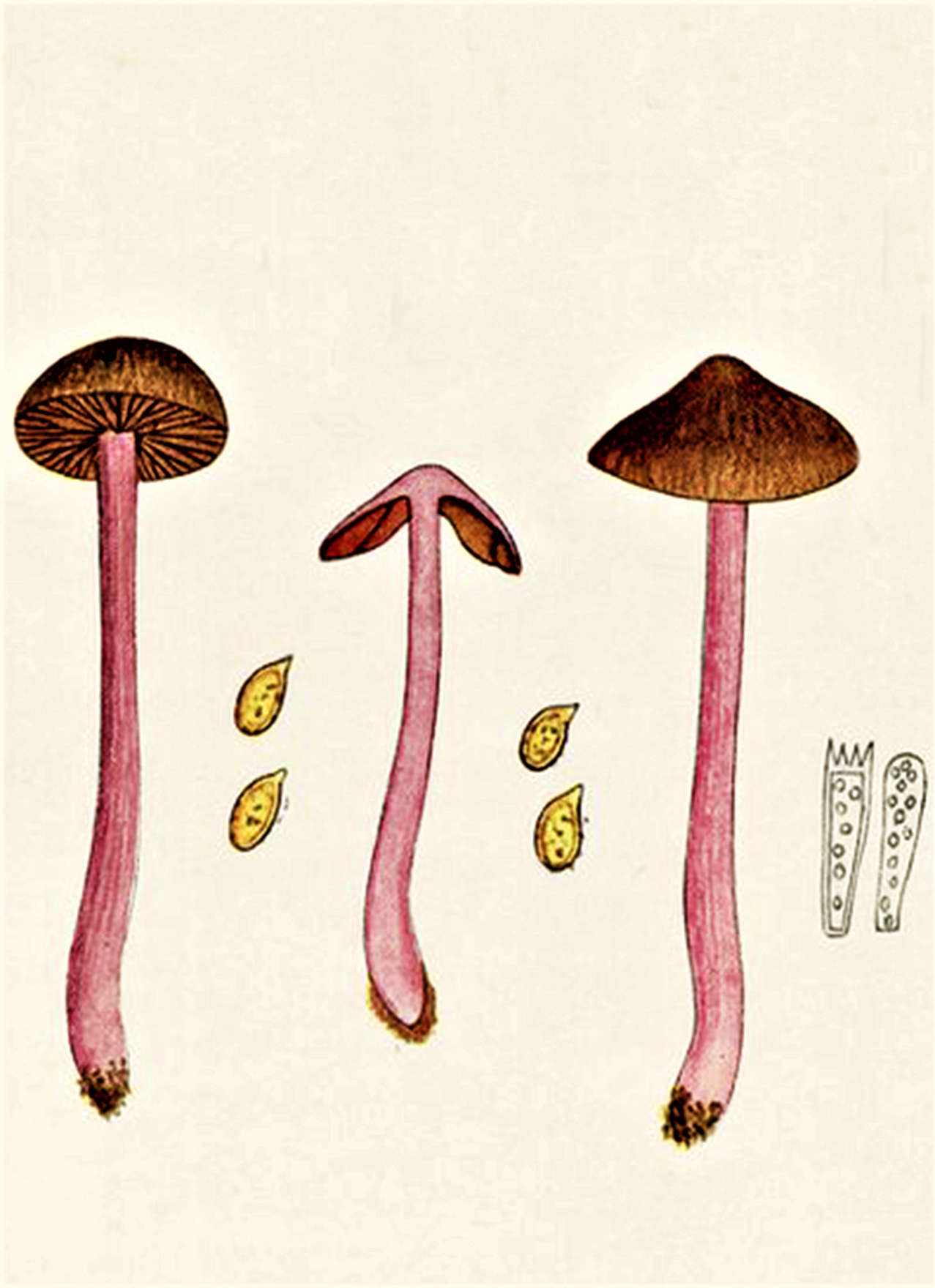
Bres.: Cortinarius anthracinus

- Pălăria: are un diametru între 2,5 și 4,5 (6) cm și o grosime centrală de până la 0,5 cm, este destul de subțire, higrofană, la început conică cu marginea răsucită în jos, devenind în scurt timp convexă, adesea neregulată și mereu cu o cocoașă  mai mult sau mai puțin tocită. Cuticula lucioasă și netedă cu marginea la umezeală striată slab, nu are un colorit negru cum ar se presupune conform epitetului. Mai mult, acesta este variabil, el poate fi, datorită și variațiilor lui, ruginiu, roșu-maroniu, brun-purpuriu sau negru-violet, uscat brun-gălbui, fiind în mijloc mai închis și la margine, când este mai tânăr, adesea chiar albicios.
- Lamelele: sunt subțiri, destul de îndepărtate între ele și intercalate cu lameluțe inegale, uneori și bifurcate precum aderate slab bombat la picior sau scurt decurente. Coloritul este inițial palid purpuriu, apoi roșu-maroniu până brun de scorțișoară cu muchii mai deschis roșiatice. În tinerețe sunt acoperite de o cortină albicioasă, rest al vălului parțial.
- Piciorul: zvelt, cilindric, adesea îndoit și fibros, cu o lungime de 4- 6 (8) cm și un diametru de 0,3-0,6 (0,8) cm, este mai întâi plin, apoi gol pe dinăuntru. Coloritul pe fundal palid violet este acoperit de fibrile mătăsoase, brun-rozalii, brun-roșiatice sau brun-liliacee care se trag în jurul piciorului nu rar în benzi. Resturile vălului ca de bumbac aderă la tulpină cel mai vizibil spre bază. Nu prezintă un inel.
- Carnea: este de un colorit brun deschis, în picior intens violet, subțire și fragilă, mirosul fiind neremarcabil și gustul blând.[3][4]
- Caracteristici microscopice: are spori cu o dimensiune de 8-10 × 5-6 microni, elipsoidal-ovoidali în formă de prună, fin până la moderat verucoși, slab până la moderat dextrinoizi, colorați galben-auriu până brun-portocaliu cu nuanțe roșiatice, decolorându-se cu hidroxid de potasiu trecător roșu-violet, prezintând uneori cristale turcoaze. Pulberea lor este ruginie până la brun de scorțișoară. Basidiile clavate de până la 4,5 µm lungime cu 4 sterigme fiecare măsoară (22) 25-30 (32) x 6-7 (8) microni. Sunt hialine până la carmin pal, și ele presărate uneori cu cristale turcoaze. Cheilocistidele (elemente sterile situate pe muchia lamelor) sunt absente, dar prezintă celule marginale, cilindrice până clavate, septate, cu hife terminale de 11-18 x 6-9 µm. Pleurocistidele (elemente sterile situate în himenul de pe fețele lamelor) sunt formate din hife cu incrustații fine până la distinct dungate. Subcuticula este de un violet puternic.[8][9]
- Reacții chimice: nu sunt cunoscute.[10]

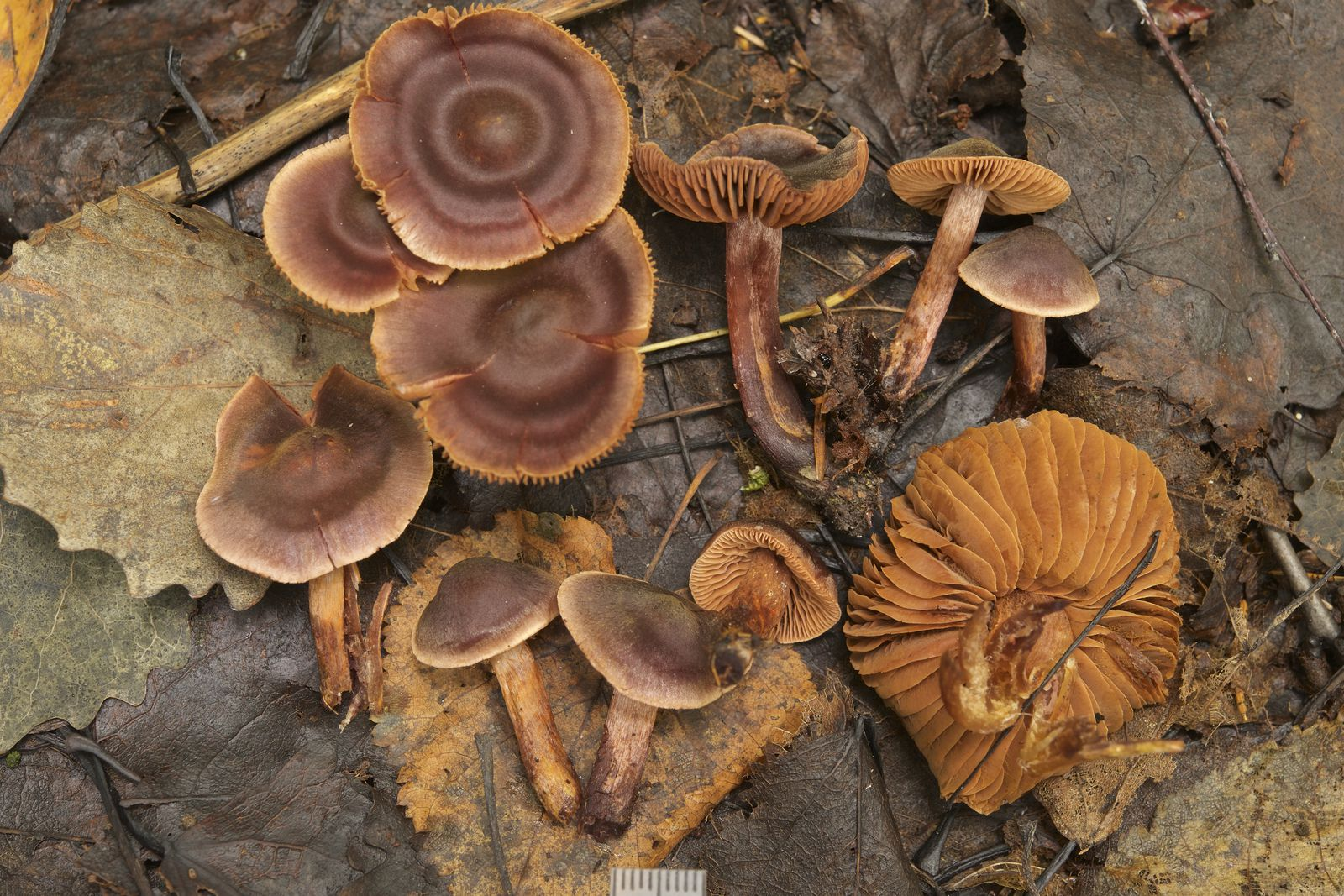
C. anthracinus în diverse stadii de evoluție

## Confuzii
Specia ar putea fi confundată cu Cortinarius armeniacus (necomestibil), Cortinarius bibulus sin. Cortinarius pulchellus (necomestibil), Cortinarius damascenus (necomestibil), Cortinarius evernius (necomestibil), Cortinarius flexipes (poate otrăvitor), Cortinarius hemitrichus (necomestibil), Cortinarius uraceus (necomestibil),  dar, de asemenea de exemplu cu Inocybe petiginosa (otrăvitoare) sau Psathyrella piluliformis (comestibilă).

## Specii asemănătoare în imagini

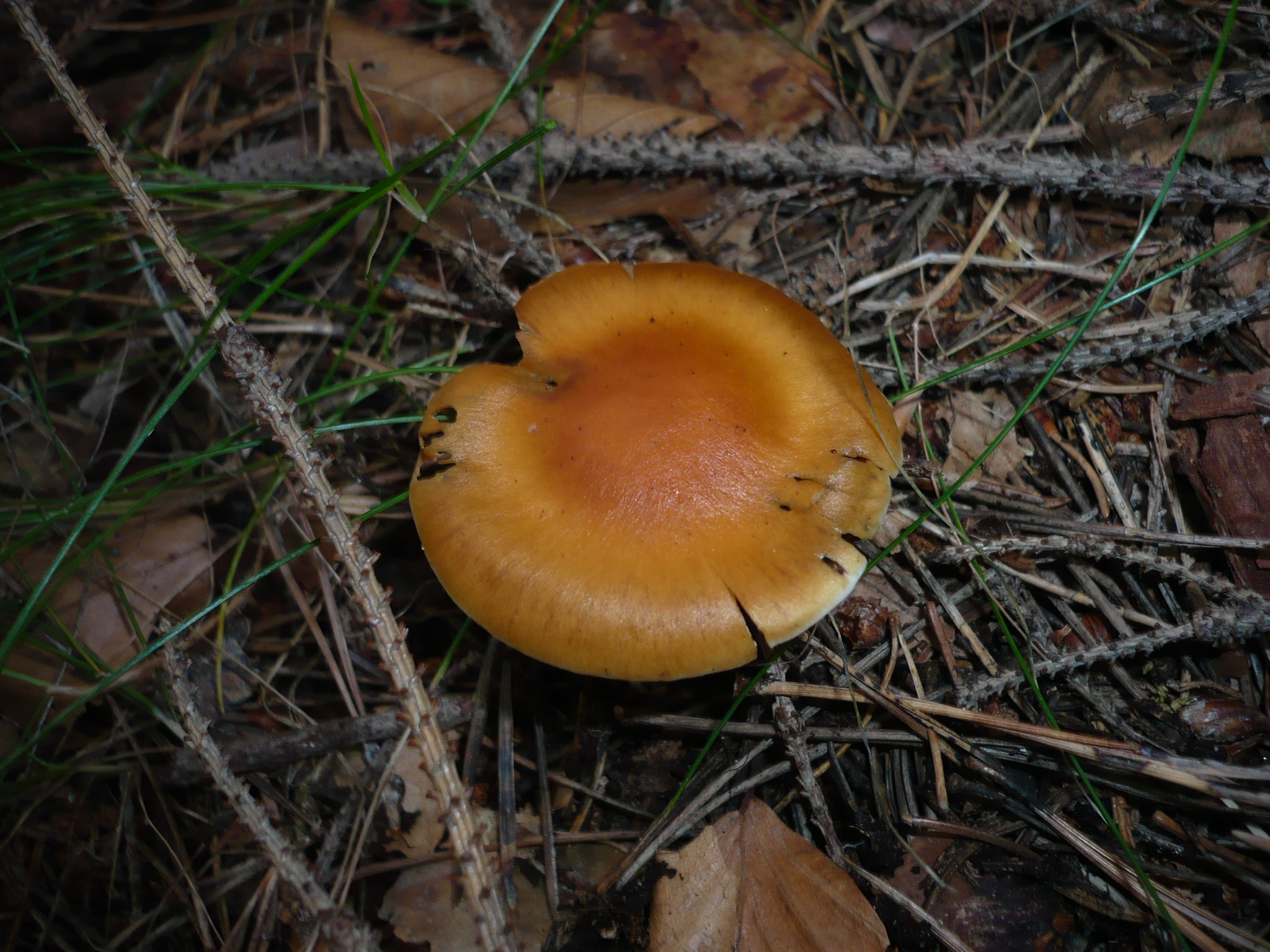
!Cortinarius armeniacus!
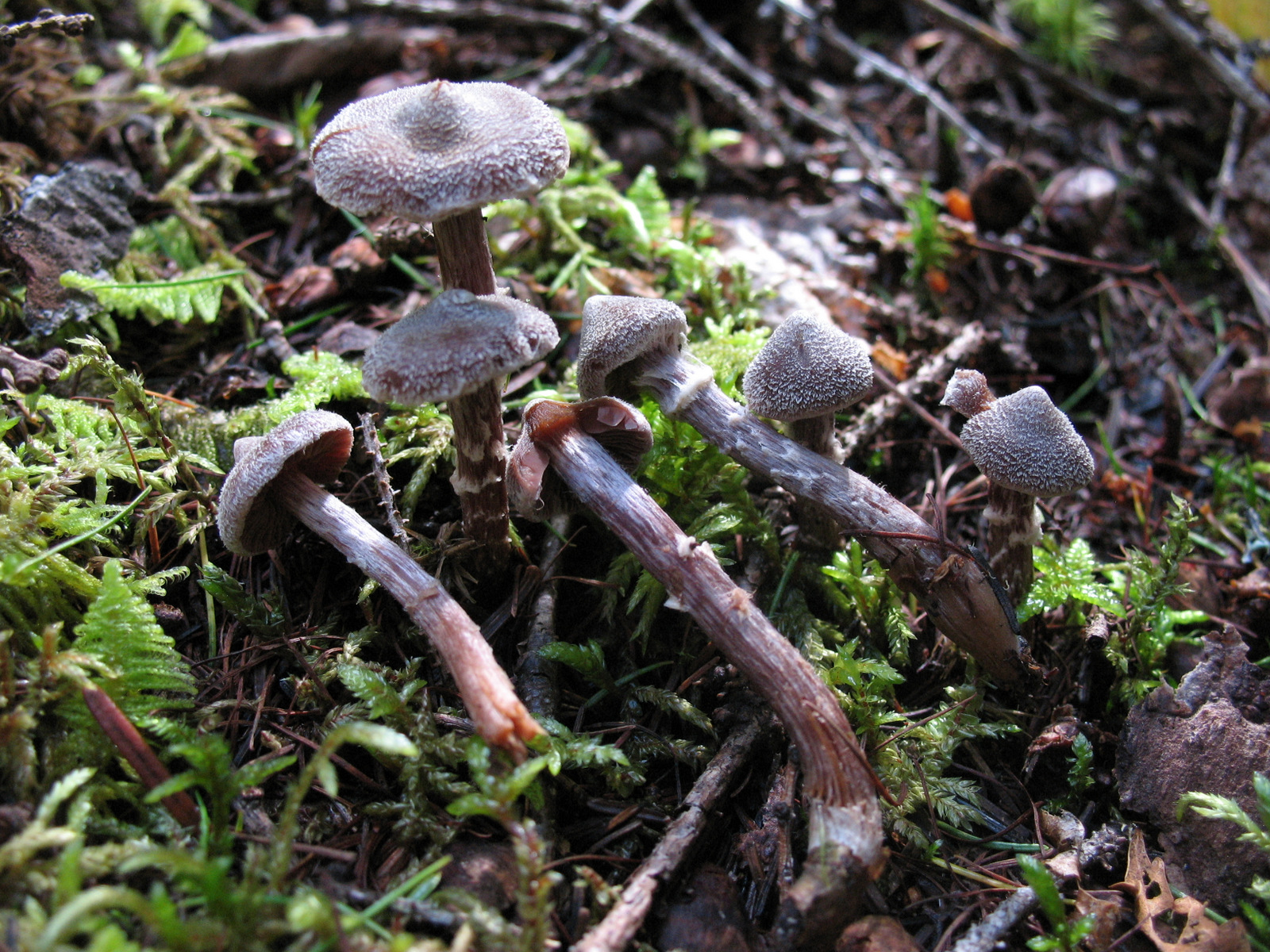
!Cortinarius bibulus sin. Cortinarius pulchellus!
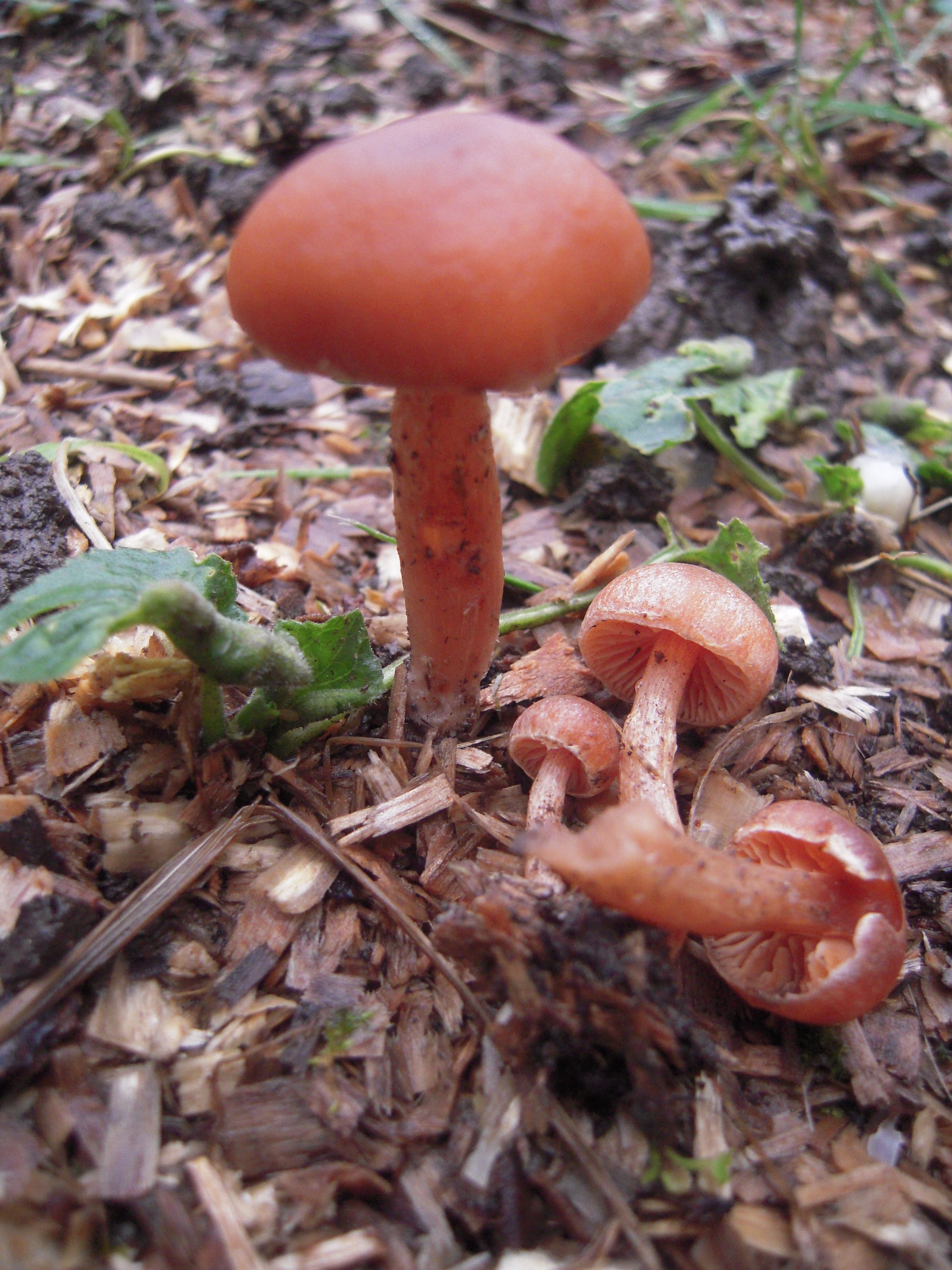
!Cortinarius damascenus!
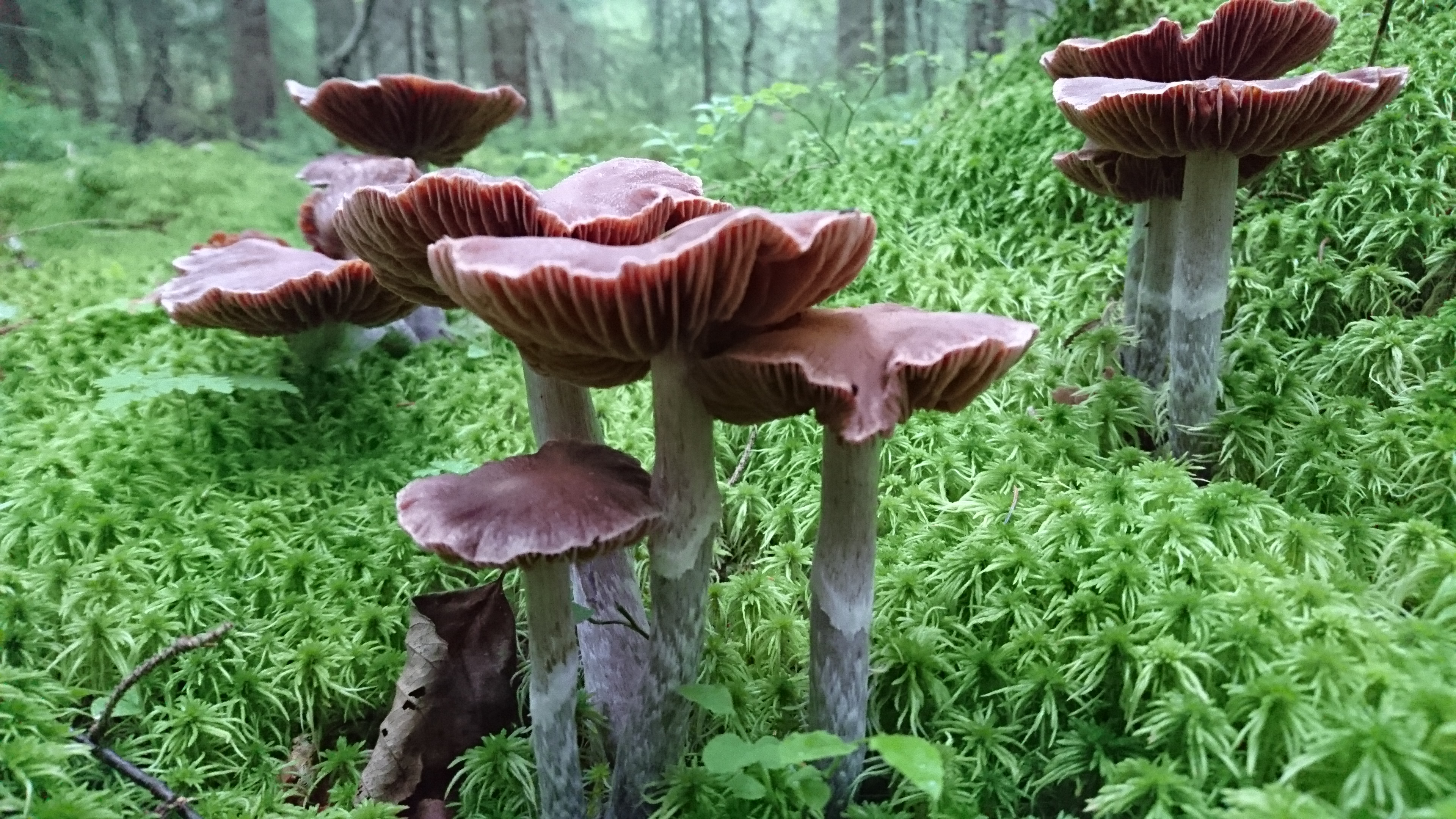
!Cortinarius evernius!
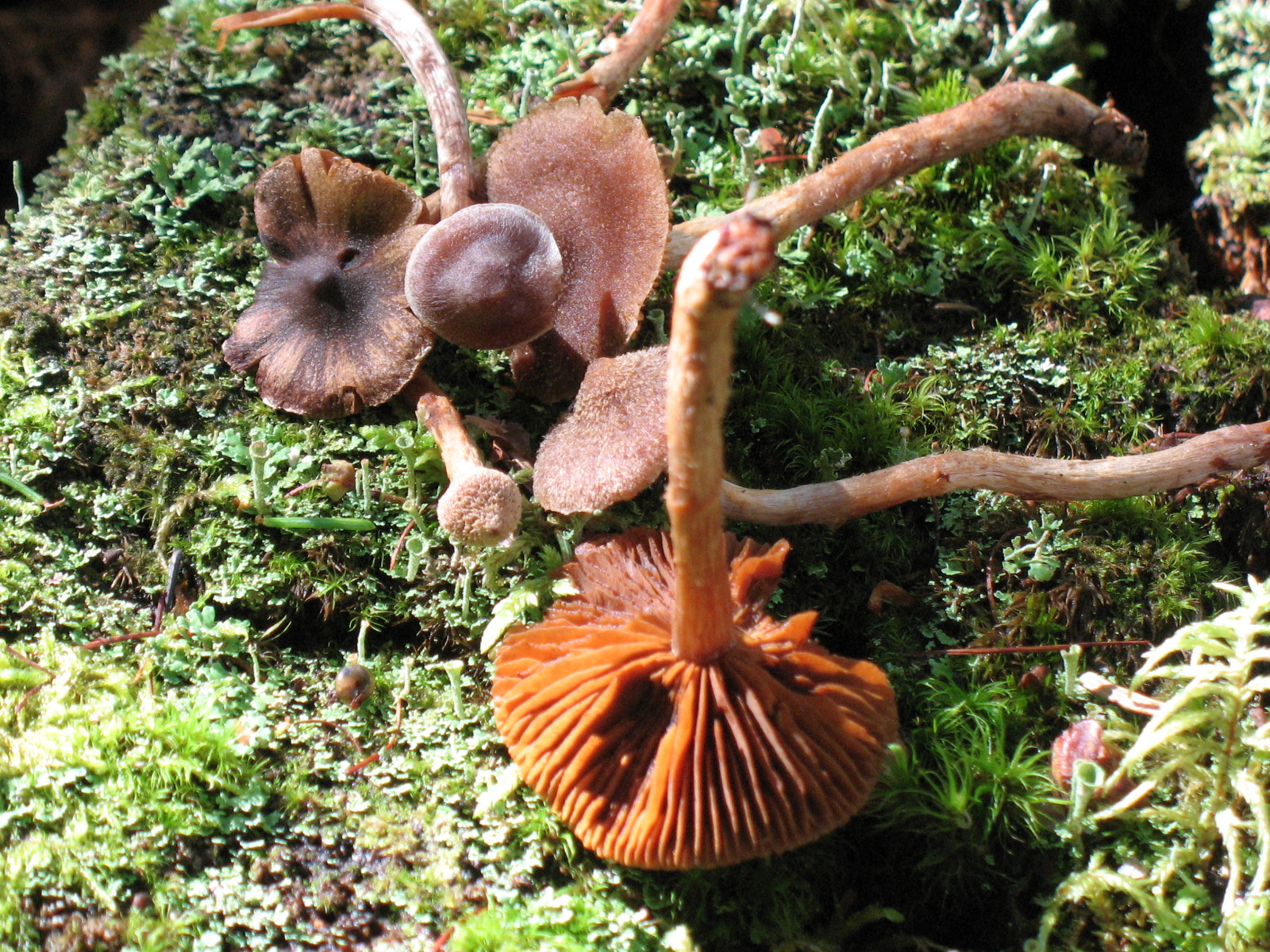
!!Cortinarius flexipes!!
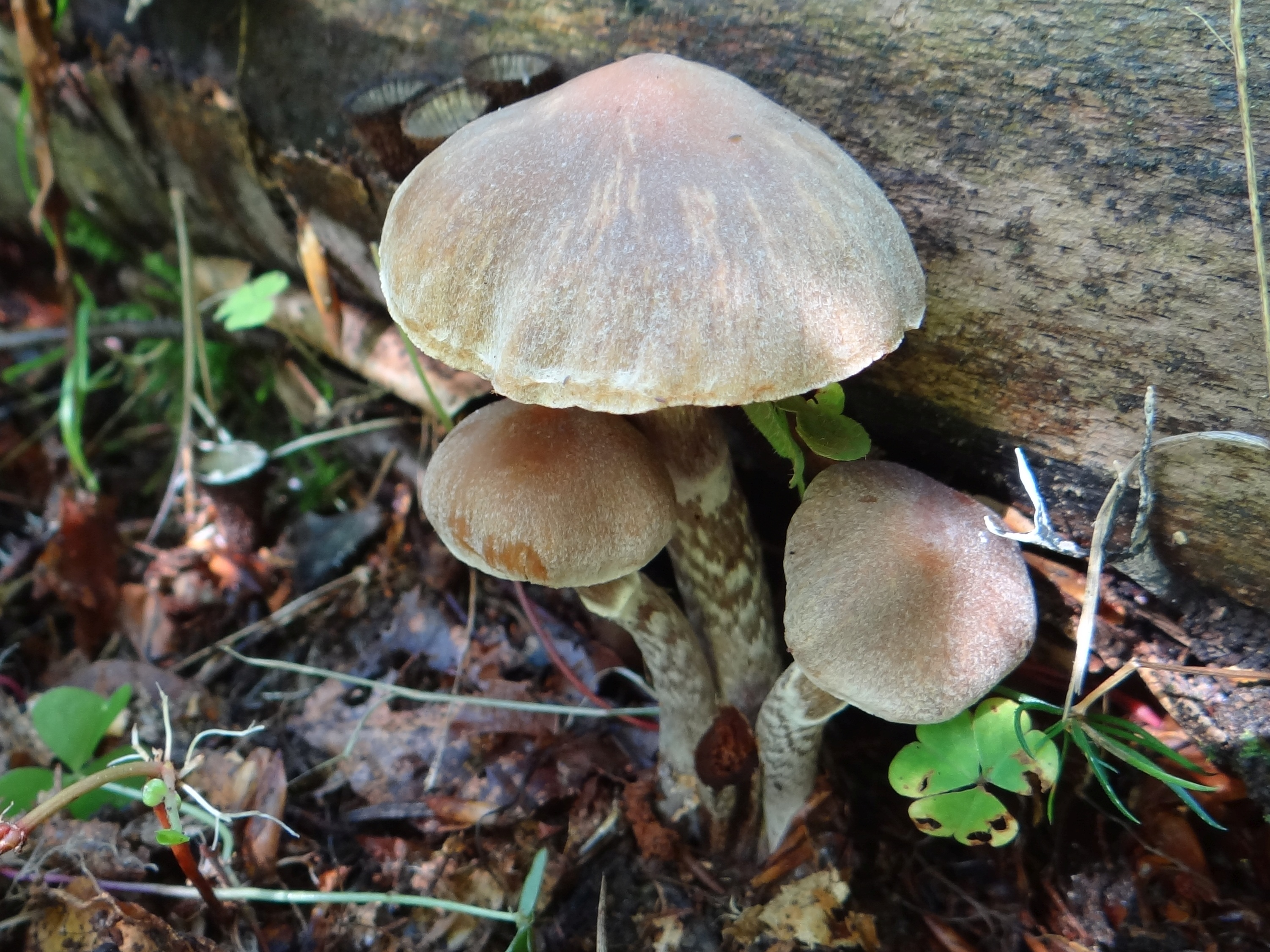
!Cortinarius hemitrichus!
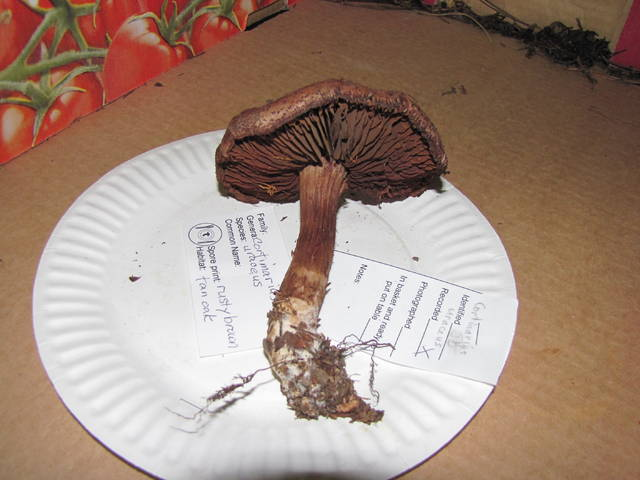
!Cortinarius uraceus!
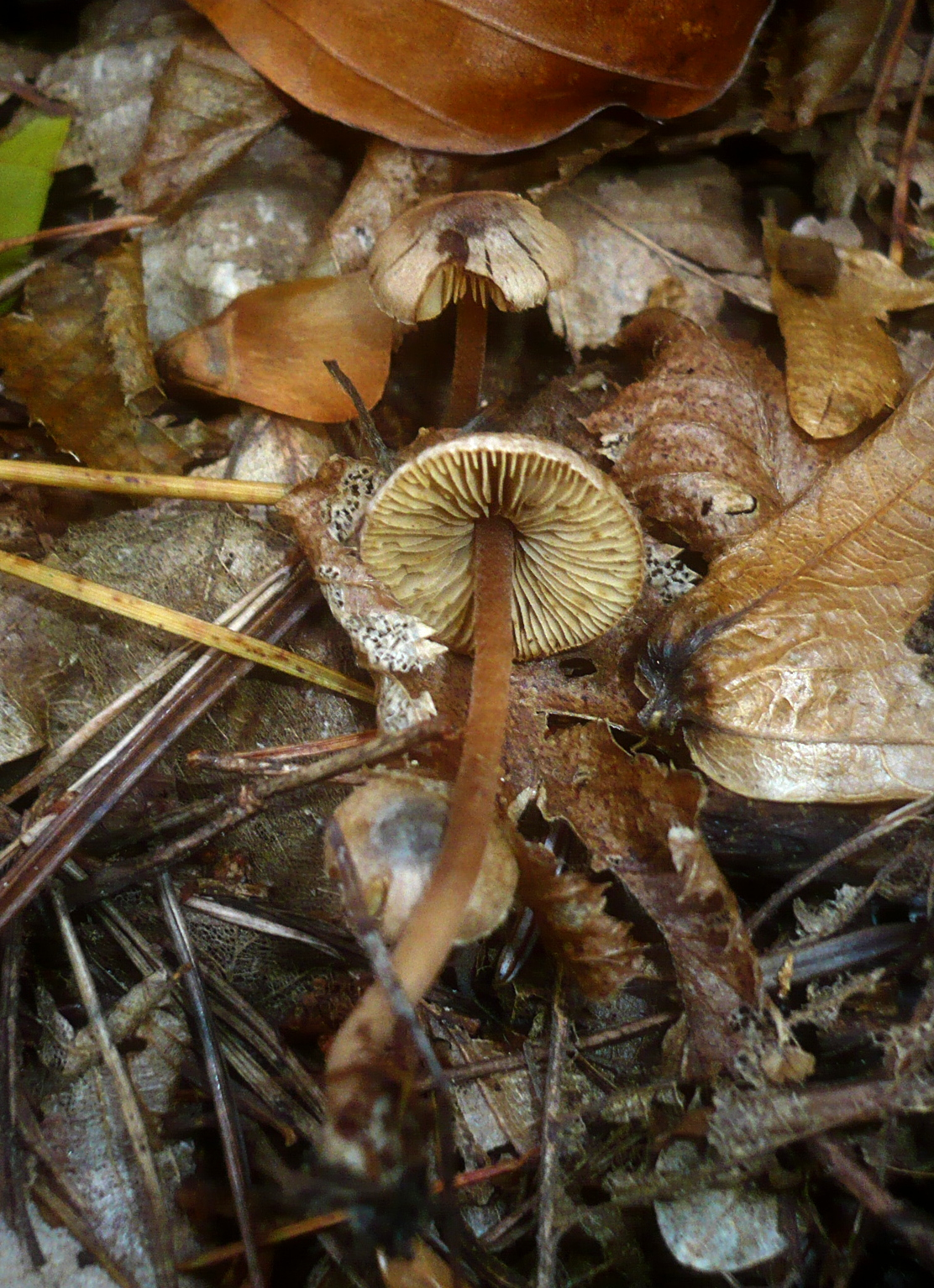
!! Inocybe petiginosa!!
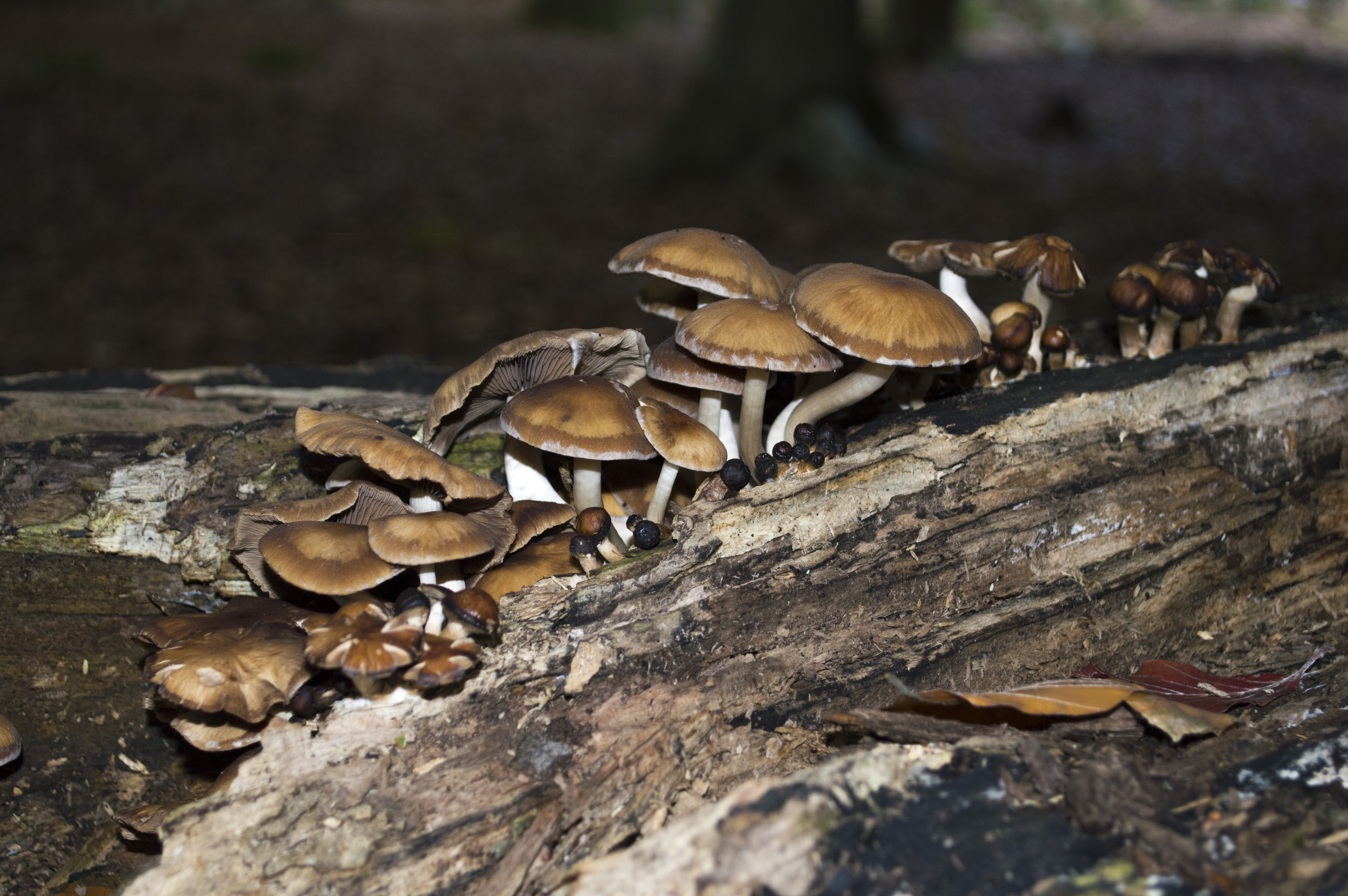
Psathyrella piluliformis

## Valorificare
Cortinarius anthracinus nu este toxic și ar putea fi ingerat. Dar din cauza mărimii minore precum a fragilității lui, nu se potrivește pentru consum. Mai departe, specia fiind rară, ar trebui să fie cruțată și lăsată la loc.